# Casa Casinò
Casa Casinò (The House) è un film del 2017 diretto da Andrew Jay Cohen.

## Trama
Scott e Kate, marito e moglie sperperano il fondo per il college della figlia. Adibiranno la loro casa a casinò illegale per riavere liquidità.

## Accoglienza

### Incassi
Il film ha incassato nelle prime due settimane di programmazione 23,1 milioni di dollari e 9 milioni di dollari nel primo weekend.

### Critica
Sull'aggregatore di recensioni online Rotten Tomatoes, Casa Casinò ha il 20% di recensioni positive, basato su un totale di 81.
Tuttavia il punteggio medio è molto basso: 3,91/10. Su Metacritic ha invece ottenuto un voto di 30/100.